# Earl of Kilmuir
Earl of Kilmuir war ein erblicher britischer Adelstitel in der Peerage of the United Kingdom.

## Verleihung und nachgeordnete Titel
Der Titel wurde am 20. Juli 1962 für den Juristen und Politiker David Maxwell Fyfe, 1. Viscount Kilmuir geschaffen, anlässlich seines Ausscheidens aus dem Amt des Lordkanzlers.
Zusammen mit der Earlswürde wurde ihm der nachgeordnete Titel Baron Fyfe of Dornoch, of Dornoch in the County of Sutherland, verliehen. Bereits am 19. Oktober 1954 war ihm der fortan nachgeordnete Titel Viscount Kilmuir, of Creich in the County of Sutherland, verliehen worden. Beide Titel gehörten ebenfalls zur Peerage of the United Kingdom.
Da der 1. Earl keine Söhne hinterließ, erloschen die Titel bei seinem Tod am 27. Januar 1967.

## Liste der Earls of Kilmuir (1962)
- David Maxwell Fyfe, 1. Earl of Kilmuir (1900–1967)